# Petrissa (Lorch)
Petrissa war eine Zensuale der Kirche in Lorch.
Ob sie zum Kollegiatstift oder zum Kloster in Lorch gehörte, ist unklar.
Petrissa hatte einen Ministerialen des Domkapitels St. Georg in Bamberg namens Adeldegen geheiratet. 
1165 nahm Herzog Friedrich von Schwaben sie und ihre Kinder in seine Ministerialität auf und übergab der besagten Lorcher Kirche im Tausch vier Hörige.
Der Historiker Hansmartin Decker-Hauff behauptete im Katalog zur Staufer-Ausstellung 1977, die in der Urkunde genannte ursprünglich freie weibliche Verwandte (amita = Tante väterlicherseits), die sich und ihre Nachkommen als Zensualen der Kirche übergeben hatte, sei die Großmutter der Petrissa. Ferner habe diese eine Beziehung mit dem späteren König Konrad III. geführt und diesem unter anderem einen Giselbert geboren, der Petrissas Vater sei. 
Doch lassen sich diese Hypothesen weder mit der von Decker-Hauff zitierten Quelle belegen, noch können sie inhaltlich überzeugen.